# Fontanna Margrabiego
Fontanna Margrabiego (niem. Markgrafenbrunnen) – fontanna znajdująca się w mieście Bayreuth, w kraju związkowym Bawaria w Niemczech. Powstała jako pomnik margrabiego Christiana Ernsta z Brandenburgii-Bayreuth upamiętniający jego udział w wyzwoleniu Wiednia obleganego przez Turków w 1683 roku. Statua Margrabiego na koniu znajduje się pośrodku fontanny, otoczona przez rzeźby przedstawiające w sposób symboliczny cztery znane kontynenty oraz cztery rzeki wypływające ze Smreczan.

## Historia
Fontannę zbudował w latach 1699–1705 niemiecki rzeźbiarz Elias Räntz na zamówienie margrabiego Christiana Ernsta. Została ona umieszczona na dziedzińcu Starego Zamku, dziś stoi przed Nowym Zamkiem (Neues Schloss). Została tam przeniesiona w 1748 roku w związku ze zbliżającym się ślubem Elżbiety córki Fryderyka III. Spodziewano się wielu gości, a fontanna zajmowała miejsce potrzebne dla powozów. Przeniesienie nadzorował nadworny architekt Joseph Saint-Pierre. Sam Nowy Zamek został zbudowany później, bo w 1756 roku.

## Pomnik konny
Siedzący na koniu margrabia Christian Ernst ma na sobie zbroję. Pod kopytami jego konia leży Turek. Z drugiej strony dworski błazen Johann Tramm trzyma tarczę z napisem „PIETAS AD OMNIA UTILIS” (Sumienność we wszystkim).

## Cokół
Na cokole znajduje się napis IPSO SERENISS NATAL D. 27. IV L. AN. AET. 56, który informuje, że fontannę ukończono na 56. urodziny Margrabiego. Dalsza część napisu: PRINCIPIS IS BONVS EST FONS, EX QVO QVATVOR AQVAE ORBIS AD PARTES MOENVS, NABA, SALA, EGRA RVVNT (co można przetłumaczyć: książę jest dobrym źródłem, z niego płyną rzeki Men, Naab, Soława, Ohrza w cztery strony świata).
Tekst jest przykładem barokowego chronostychu: część liter zaznaczono zgodnie z panującym zwyczajem przez powiększenie. Czytając je otrzymujemy rzymskie cyfry ICIIIVVVVIDMVLVV, które po zsumowaniu dają datę 1705, czyli rok ukończenia budowy fontanny. Poniżej na dwóch bokach cokołu umieszczono tarcze herbowe Brandenburgii i Wirtembergii. Na pozostałych znajduje się napis: IMPERANTE PATRIAE PATRE CHRISTIANO ERNESTO, MARGGRAFIO BRANDENBURGIGO HEROE INVIGTISSIMO, FLORENTE IPSIUS CONIUGE SOPHIA LOUYSA NATA DUC WURTENBERGIGA POSITA HAEC FUIT MACHINA, który mówi, że fontannę tą ufundowano ku czci margrabiego Brandenburgii Christiana Ernsta i jego żony księżniczki Wirtembergii Zofii Luizy.

## Pozostałe rzeźby
W dolnej części fontanny umieszczono cztery grupy rzeźb. Każda z nich przedstawia postać siedzącą na zwierzęciu. Reprezentują one cztery rzeki wypływające ze Smreczan płynące w cztery strony świata (Europę, Azję, Afrykę i Amerykę). Europa siedzi na byku, a w ręce trzyma wieniec laurowy. Rzeźba była skierowana na północ, tak jak rzeka Soława. Azję przedstawia jeździec w turbanie trzymający w ręce włócznię. Tak jak rzeka Ohrza był skierowany na wschód. Symbolem Afryki jest nubijczyk siedzący na lwie. Tak jak Naab był skierowany w kierunku południowym. W ręku trzyma strzałę, a na plecach ma kołczan. Indianin reprezentujący Amerykę siedzi na gryfie, mitologicznym zwierzęciu, będącym połączeniem orła i lwa. Pierwotnie wypływające z dzioba gryfa wody płynęły tak jak Men na zachód. Podczas przenoszenia fontanny w 1848 roku w nowe miejsc rzeźby nie zostały ustawione prawidłowo, dlatego symbolika nie jest zachowana.

## Galeria

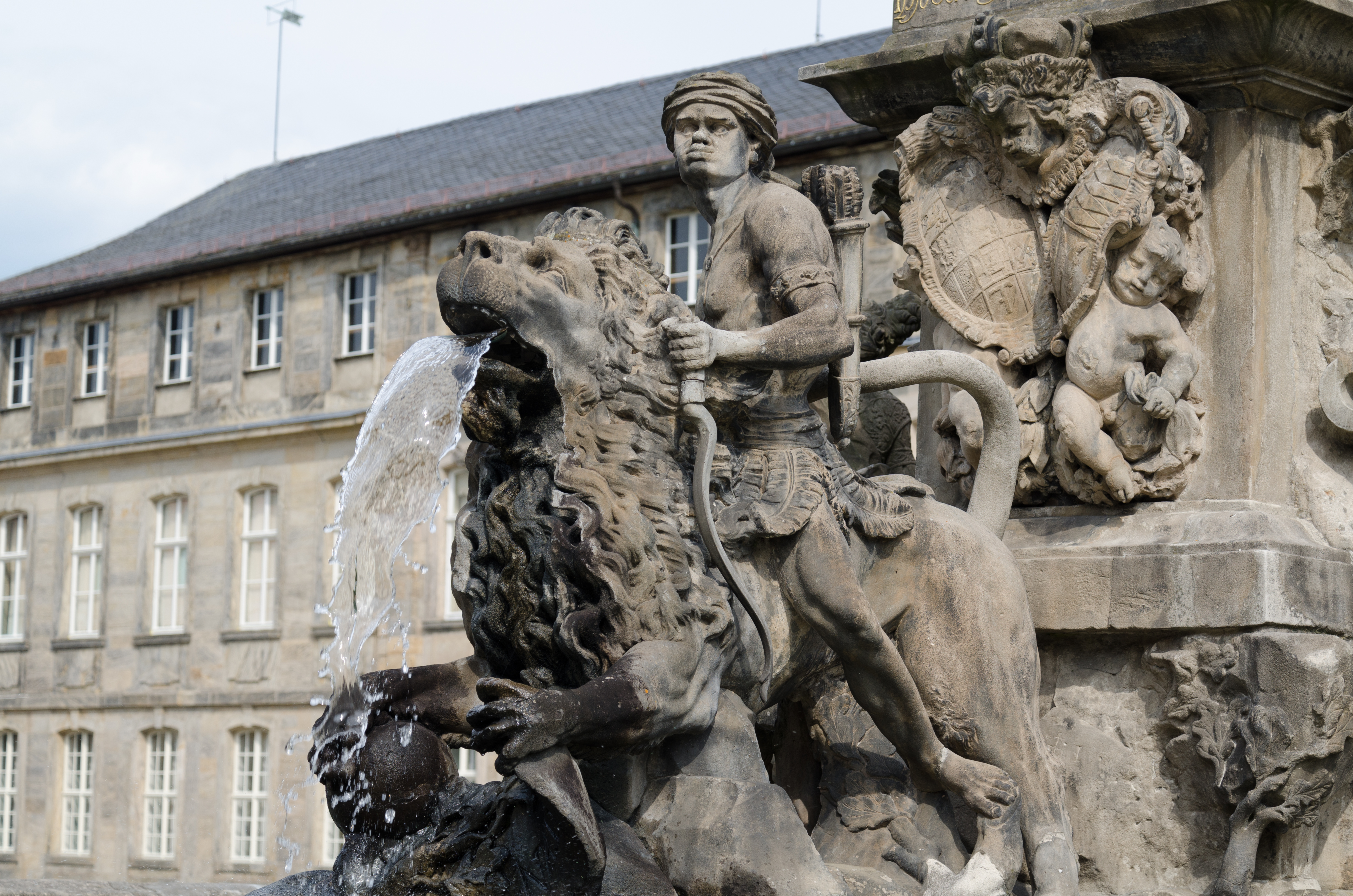
Nubijczyk na lwie symbolizujący Afrykę
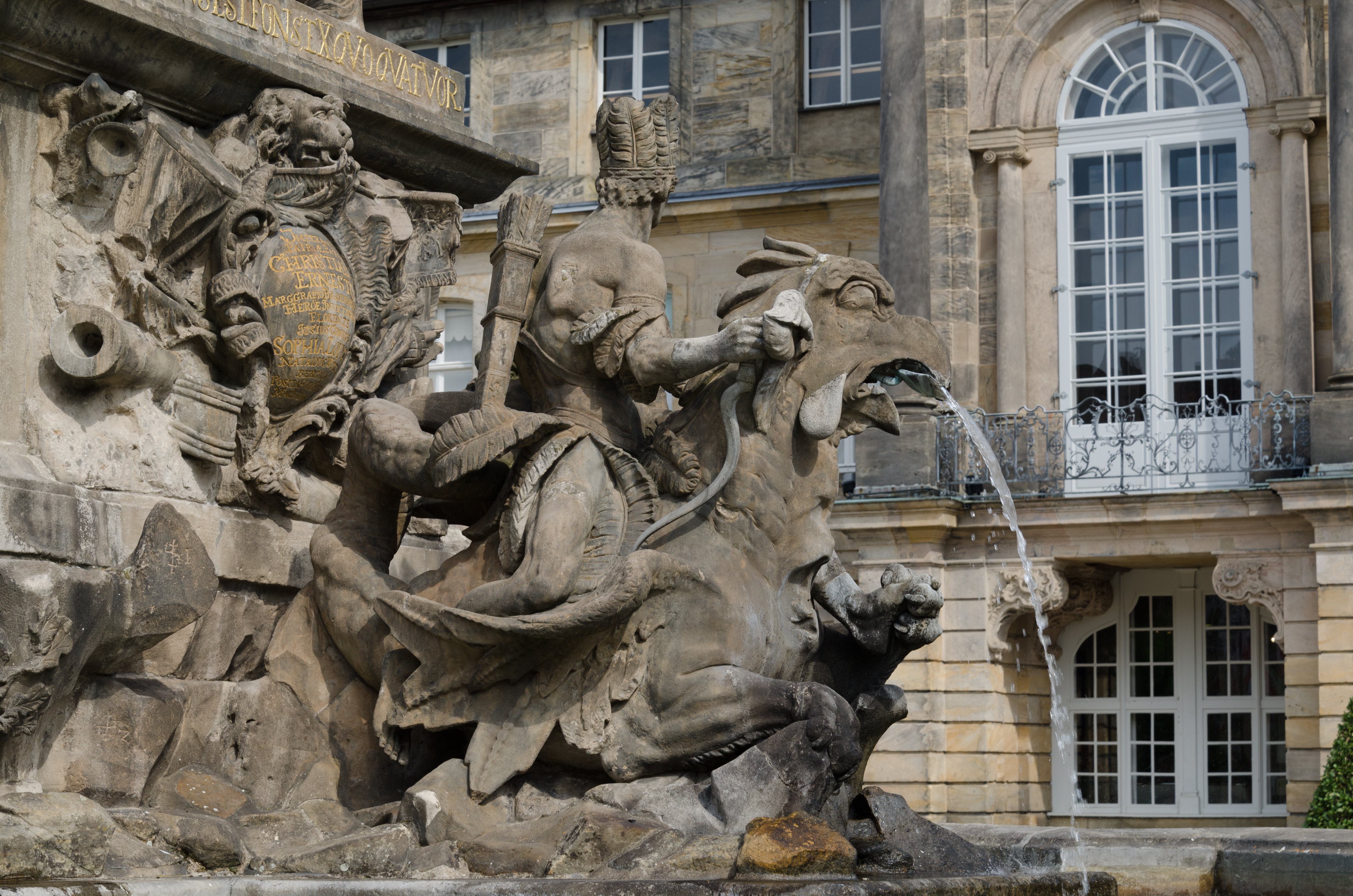
Indianin na gryfie jako symbol Ameryki.
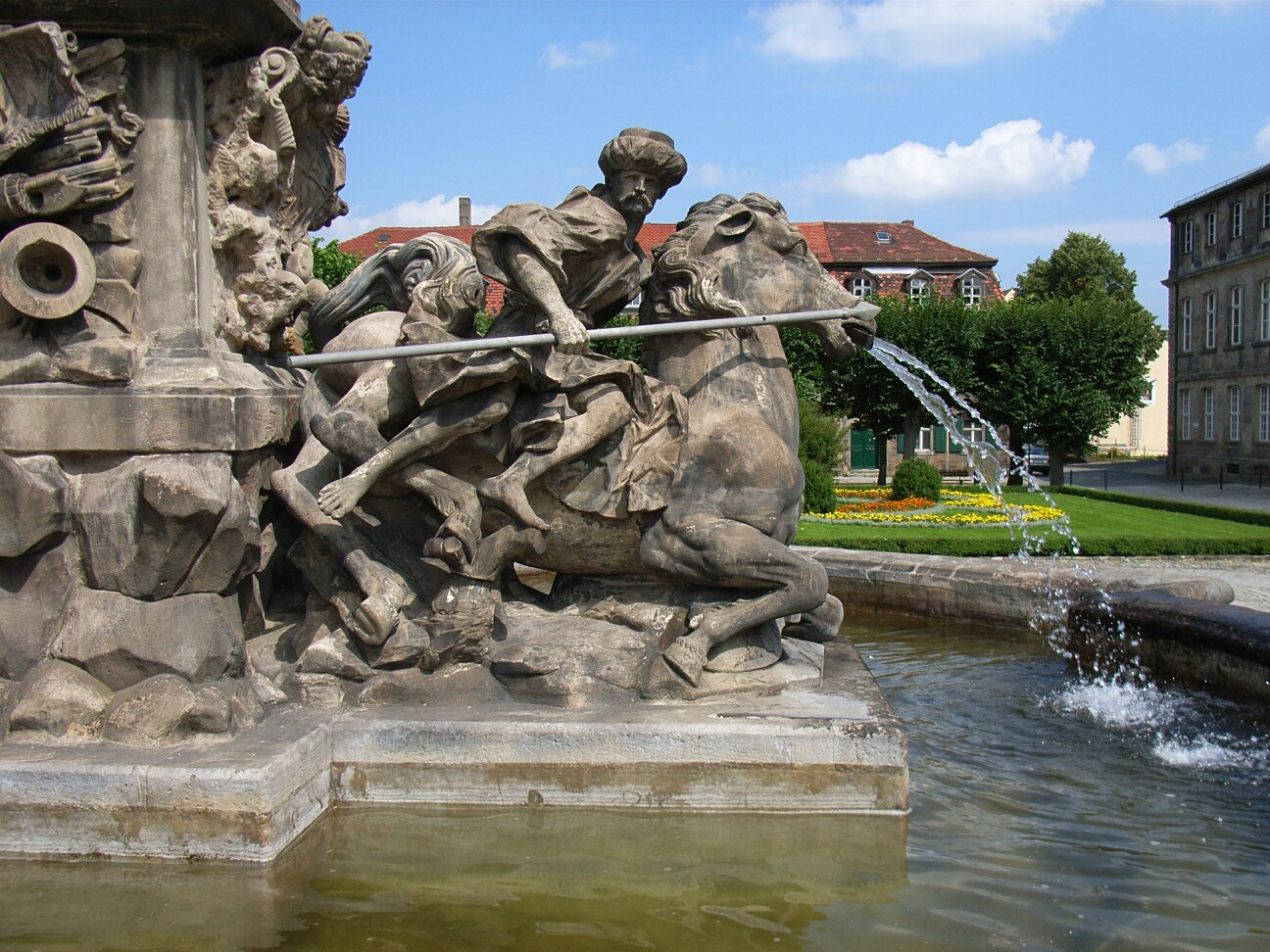
Jeździec w turbanie symbolizujący Azję.
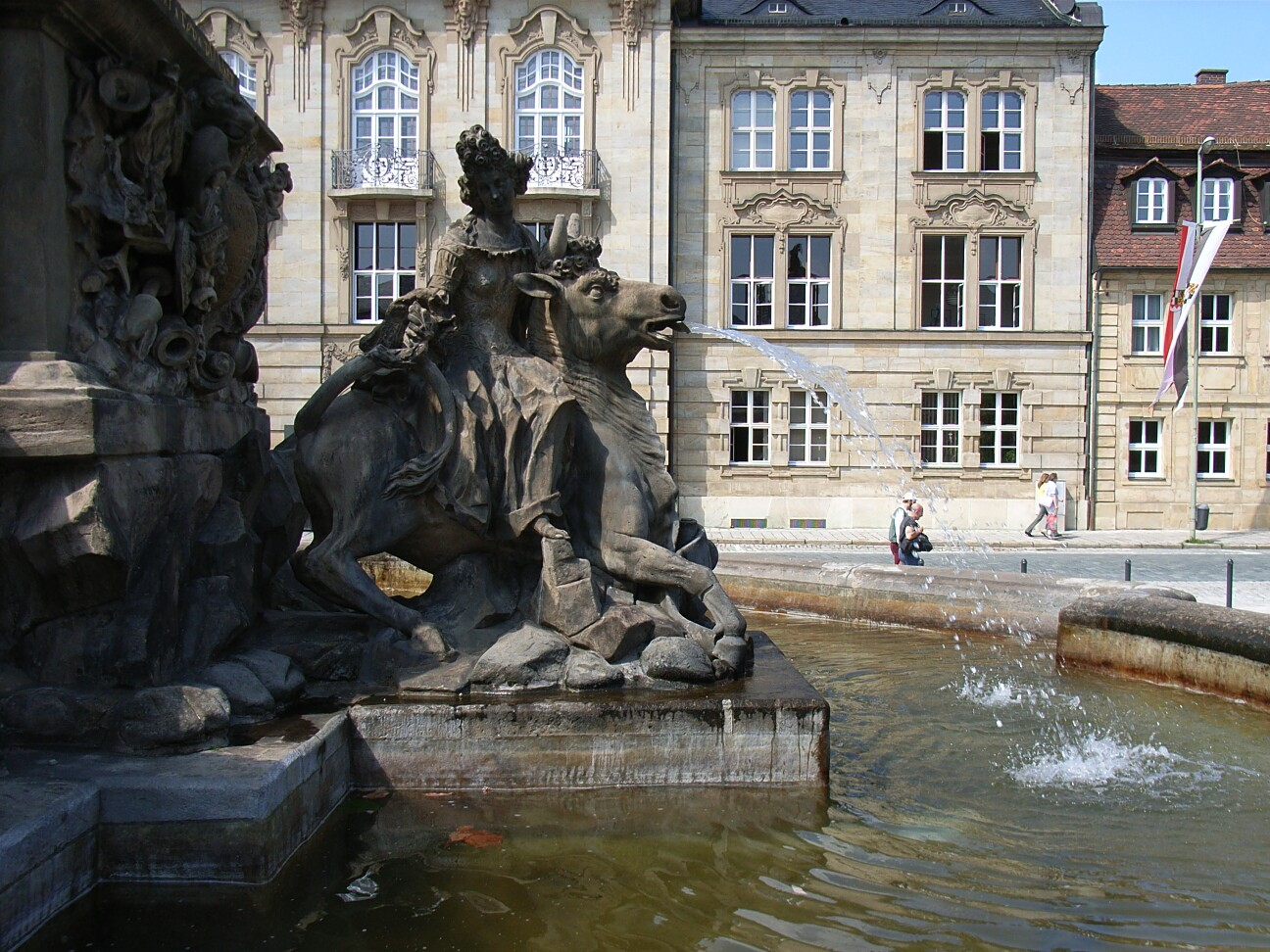
Europa na byku.